# José San Román
José Ignacio San Román Canciani (San Martín, Mendoza, Argentina, 17 de agosto de 1988) es un exfutbolista argentino que jugaba de lateral derecho.
Su último club fue San Martín de Mendoza, equipo con el cual disputó el Torneo Regional Amateur 2022-2023, resultando ganador de uno de sus ascensos.

## Trayectoria
Surgido de las inferiores de River Plate. Empezó a ser parte del banco de suplentes en el 2006. Debutó en el cuadro millonario con Daniel Passarella como DT, contra Vélez Sarsfield. Considerado una de las mayores promesas de River pasó a préstamo al Club Atlético Tigre en el 2007, después de que el "Matador" consiguiera el ascenso luego de 27 años sin estar en la "A".
El 15 de mayo de 2010 marcó un gol a River Plate (su exequipo), en la goleada del Matador por 5 a 1 en el Estadio Monumental. En julio de 2010, pasa a préstamo al Club Atlético San Lorenzo de Almagro. 
En julio de 2012 vuelve a la Argentina y ficha a préstamo a Godoy Cruz de Mendoza.
En el mes de julio de 2014 ficha para jugar en Arsenal de Sarandi.
En el mes de julio de 2015 se incorporó al Club Atlético Huracán. Fue finalista de la Copa Sudamericana 2015 la cual perdió contra Independiente Santa Fe.
En el mes de enero de 2017 ficha para jugar en Newell's.
En 2018 tras el alejamiento de Nicolas Romat, el técnico de Atlético Tucumán, Ricardo Zielinski, decide apostar por San Roman. Su primera aparición fue en la histórica victoria de Atlético sobre Atlético Nacional de Colombia en donde realizó una excelente jugada para que Guillermo Acosta anotara el segundo gol. Contra San Lorenzo, anota el segundo gol de su carrera en la victoria 2-0 del Decano.

## Clubes
| Club                  | País         | Año       | PJ | Goles |
| --------------------- | ------------ | --------- | -- | ----- |
| River Plate           | Argentina    | 2006-2007 | 1  | 0     |
| Tigre                 | Argentina    | 2007-2010 | 49 | 1     |
| San Lorenzo           | Argentina    | 2010-2011 | 7  | 0     |
| Zaragoza B            | España       | 2012      | 13 | 0     |
| Godoy Cruz            | Argentina    | 2012-2014 | 49 | 0     |
| Arsenal               | Argentina    | 2014-2015 | 19 | 0     |
| Huracán               | Argentina    | 2015-2016 | 42 | 0     |
| ADO Den Haag          | Países Bajos | 2016      | 15 | 0     |
| Newell's Old Boys     | Argentina    | 2017-2018 | 36 | 0     |
| Atlético Tucumán      | Argentina    | 2018-2019 | 33 | 1     |
| Nea Salamina FC       | Chipre       | 2019-2020 | 17 | 0     |
| Mitre                 | Argentina    | 2020-2021 | 15 | 0     |
| All Boys              | Argentina    | 2021      | 15 | 0     |
| USD Lavello           | Italia       | 2022      | 21 | 0     |
| San Martín de Mendoza | Argentina    | 2022-2023 | 14 | 0     |